# Ajwazowskij
Ajwazowskij (ros. Айвазовский) – przystanek kolejowy w Królewcu, w obwodzie królewieckim, w Rosji. Położony jest na linii Czernyszewskoje – Królewiec, przy ulicy Iwana Ajwazowskiego.
Przystanek powstał w okresie przynależności tych terenów do Niemiec.